# Непослушник
«Непослу́шник» — российский комедийный фильм Владимира Котта с Виктором Хориняком в главной роли. Выход в прокат в России состоялся 3 февраля 2022 года. Телевизионная премьера фильма состоялась 6 января 2023 года на телеканале «Россия-1».

## Сюжет
Известный московский блогер Дима активно ведёт свой YouTube-канал «Димонстр», где выкладывает видео со всевозможными розыгрышами. После провокационной акции в церкви на него заводят уголовное дело по статье об оскорблении чувств верующих. Скрываясь от полиции, Дима крадёт документ о наложении епитимьи у своего друга Сергея и направляется в Димитров монастырь Шуйского района Ивановской области, чтобы спрятаться там, выдавая себя за послушника.

## В ролях
| Актёр             | Роль                                                                             |
| ----------------- | -------------------------------------------------------------------------------- |
| Виктор Хориняк    | Дима                                                                             |
| Аглая Тарасова    | Олеся продюсер и девушка Димы                                                    |
| Таисия Вилкова    | Настя ученица иконописной школы                                                  |
| Максим Лагашкин   | Фома протоиерей                                                                  |
| Юрий Кузнецов     | отец Анатолий настоятель Димитрова монастыря                                     |
| Татьяна Орлова    | Ефросинья руководитель иконописной школы                                         |
| Сергей Аброскин   | Сергей Васильев друг Димы                                                        |
| Сергей Селин      | Петрович папа Димы                                                               |
| Леонид Громов     | Иван Анатольевич Щербаков глава администрации Шуйского района Ивановской области |
| Михаил Богдасаров | Жора хозяин кафе «У Жоры»                                                        |
| Максим Важов      | следователь                                                                      |
| Анатолий Журавлёв | Гена хозяин «Москвича»                                                           |

## Производство
Съёмки фильма начались 1 декабря 2020 года в селе Васильевском Шуйского района Ивановской области на территории  ансамбля трёх храмов: Троицы Живоначальной, свт. Николая Чудотворца и Грузинской иконы Божией Матери. Там и в Шуе съёмки продлились до 10 февраля 2021 года. Затем съёмочная группа доснимала фильм в Москве. Около 200 человек из Ивановской области приняли участие в съёмках фильма. В частности, 12 девушек сыграли учениц иконописной школы при Димитровом монастыре.
При написании сценария были задействованы консультанты, помощь которых позволила избежать грубых ошибок при изображении церковной жизни. Сценарий ленты согласовывался с Шуйской епархией Русской православной церкви. 
18 октября 2021 года в рамках IX Международного фестиваля православных СМИ «Вера и слово» в подмосковном пансионате «Клязьма» прошёл показ и обсуждение рабочей версии фильма, где его высоко оценили священнослужители. 
Премьера картины была запланирована на 29 апреля 2021 года, затем перенесена на 10 июня 2021 года, потом на 28 октября 2021 года, следом на 2 декабря 2021 года, а после была сдвинута на 3 февраля 2022 года.
В конце трейлера, выпущенного 2 апреля 2021 года, главный герой произносит фразу: «На нас Моргенштерн подписался». В самом же фильме фраза была переозвучена, и Моргенштерн был заменён на Илона Маска.
В мае 2022 года фильм получил главный приз кинофорума «Виват кино России!».
В том же 2022 году вышло продолжение «Непослушник 2. Вспомнить всё», а в 2024 третья часть «Непослушники».